# Gnathium nitidum
Gnathium nitidum es una especie de coleóptero de la familia Meloidae.

## Distribución geográfica
Habita en México y California en Estados Unidos.